# 津久井テレビ中継局
津久井テレビ中継局（つくいてれびちゅうけいきょく）は、神奈川県相模原市緑区三ケ木にあるテレビ中継局である。

## 概要
- 当テレビ中継局は、相模原市緑区三ケ木馬場に置かれ、津久井地区へ電波を発射している。現在、NHKとtvkのアナログ放送の中継局のみ置かれているが、2009年3月31日には在京広域テレビ局も含めデジタル放送の中継局が開局した。

## 中継局概要

### 地上デジタルテレビ放送送信設備
| 放送局名          | リモコンキーID | 物理チャンネル | 空中線電力 | ERP   | 放送対象地域                                      | 放送区域内世帯数 | 偏波面   | 開局日        |
| NHK東京総合テレビ | 1              | 39ch           | 300mW      | 520mW | 関東広域圏 （茨城県、栃木県及び群馬県を含まない） | 6,790世帯        | 垂直偏波 | 2009年3月31日 |
| NHK東京教育テレビ | 2              | 15ch           | 300mW      | 610mW | 全国                                              | 6,790世帯        | 垂直偏波 | 2009年3月31日 |
| tvkテレビ神奈川   | 3              | 17ch           | 300mW      | 610mW | 神奈川県                                          | 6,790世帯        | 垂直偏波 | 2009年3月31日 |
| NTV日本テレビ     | 4              | 29ch           | 300mW      | 530mW | 関東広域圏                                        | 6,790世帯        | 垂直偏波 | 2009年3月31日 |
| EXテレビ朝日      | 5              | 31ch           | 300mW      | 530mW | 関東広域圏                                        | 6,790世帯        | 垂直偏波 | 2009年3月31日 |
| TBSテレビ         | 6              | 45ch           | 300mW      | 530mW | 関東広域圏                                        | 6,790世帯        | 垂直偏波 | 2009年3月31日 |
| TXテレビ東京      | 7              | 44ch           | 300mW      | 530mW | 関東広域圏                                        | 6,790世帯        | 垂直偏波 | 2009年3月31日 |
| CXフジテレビ      | 8              | 38ch           | 300mW      | 530mW | 関東広域圏                                        | 6,790世帯        | 垂直偏波 | 2009年3月31日 |

- 2009年3月31日開局。

### 地上アナログテレビ放送送信設備
| 放送局名          | チャンネル | 空中線電力        | ERP                 | 放送対象地域 | 放送区域内世帯数 | 偏波面   | 開局日          |
| tvkテレビ神奈川   | 48ch       | 映像3W /音声750mW | 映像6.6W /音声1.65W | 神奈川県     | 不明             | 垂直偏波 | -               |
| NHK東京教育テレビ | 50ch       | 映像3W /音声750mW | 映像6.6W /音声1.65W | 全国         | 不明             | 垂直偏波 | 1983年 12月22日 |
| NHK東京総合テレビ | 52ch       | 映像3W /音声750mW | 映像6.6W /音声1.65W | 関東広域圏   | 不明             | 垂直偏波 | 1983年 12月22日 |

- 2011年7月24日をもってすべて廃止された。